# Chalcocrates borchmanni
Chalcocrates borchmanni är en skalbaggsart som beskrevs av S. Endrödi 1957. Chalcocrates borchmanni ingår i släktet Chalcocrates och familjen Dynastidae. Inga underarter finns listade i Catalogue of Life.